# كرونا بروكسل 2018
كرونا بروكسل 2018 (بالفرنسية: Kuurne-Bruxelles-Kuurne 2018)‏ هو سباق دراجات هوائية، وهو الموسم رقم 70 من السباق، وأقيم في 25 فبراير 2018، وامتدّ لمسافة 200.1 كيلومتر، وهو أحد سباقات طواف أوروبا للدراجات 2018، وقد شارك في السباق 174 متسابقاً ووصل إلى نهايته 91 متسابقاً.
فاز فيه بالمركز الأول ديلان جروينويغن، وبالمركز الثاني ارنو ديمار، وبالمركز الثالث سوني كولبريلي.

## الفرق
| فرق عالمية (16)- Bora-Hansgrohe - Quick-Step Floors - BMC Racing Team - AG2R La Mondiale - Lotto NL-Jumbo - Lotto Soudal - Katusha-Alpecin - Sky - FDJ - Trek-Segafredo - Mitchelton-Scott - Bahrain-Merida - EF Education First-Drapac p/b Cannondale - Astana - Dimension Data - UAE Team Emirates فرق قارية محترفة (9)- Direct Énergie - سبورت فلاندرين بالويس 2018 ‏ - Wanty-Groupe Gobert - Cofidis, Solutions Crédits - رومبوت تشارلز ‏ - Israel Cycling Academy - Fortuneo-Samsic - بنجوال باوليز ساوكس دبليو بي ‏ - Vérandas Willems-Crelan ‏ |  |
| |  |

## التصنيف العام النهائي
| التصنيف العام | التصنيف العام      | التصنيف العام | التصنيف العام                | التصنيف العام     |        |
| الدراج        | الدراج             | البلد         | الفريق                       | الوقت             | السرعة |
| ------------- | ------------------ | ------------- | ---------------------------- | ----------------- | ------ |
| 1.            | ديلان جروينويغن    | هولندا        | لوتو إن إل-جامبو             | 4 س 51 دقيقة 41 ث |        |
| 2.            | ارنو ديمار         | فرنسا         | إف دي جي                     | + 0 ث             |        |
| 3.            | سوني كولبريلي      | إيطاليا       | البحرين ميريدا               | + 0 ث             |        |
| 4.            | بيم يجثارت         | هولندا        | Roompot-Nederlandse Loterij  | + 0 ث             |        |
| 5.            | جوستين جوليس       | فرنسا         | WB-Aqua Protect-Veranclassic | + 0 ث             |        |
| 6.            | جيمبي دراكر        | لوكسمبورغ     | بي إم سي راسينغ              | + 0 ث             |        |
| 7.            | ويليام بويفن       | كندا          | Israel Cycling Academy       | + 0 ث             |        |
| 8.            | Łukasz Wiśniowski ‏ | بولندا        | سكاي                         | + 0 ث             |        |
| 9.            | جوليان فيرموت      | بلجيكا        | دايمنشن داتا                 | + 0 ث             |        |
| 10.           | تيموثي دوبونت      | بلجيكا        | Wanty-Groupe Gobert          | + 0 ث             |        |

## وصلات خارجية
- الموقع الرسمي
- كرونا بروكسل 2018 على موقع إحصائيات الدراجات الإحترافية (الإنجليزية)